# Magliana Vecchia

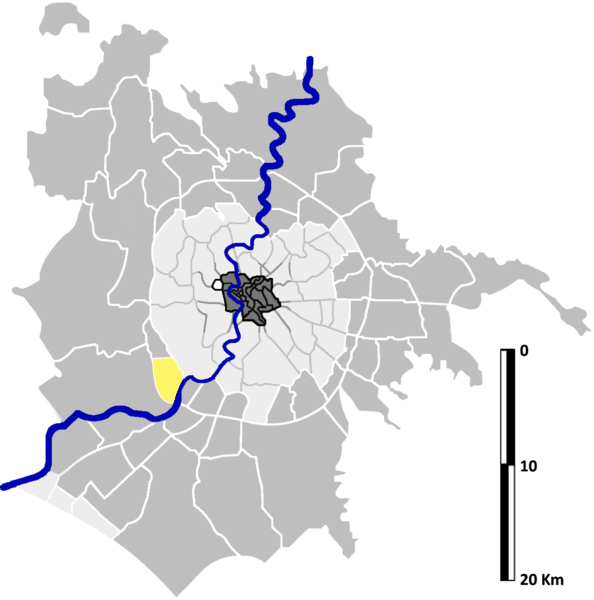
Localisation de Magliana Vecchia sur la carte administrative de Rome.

Magliana Vecchia, plus communément appelée Magliana, est une zona di Roma (zone de Rome) située au sud-ouest de Rome dans l'Agro Romano en Italie. Elle est désignée dans la nomenclature administrative par Z.XL et fait partie du Municipio XI. Sa population est seulement de 4 123 habitants répartis sur une superficie de 8,91 km2.
Il forme également une « zone urbanistique » désigné par le code 15.e, qui compte en 2010 : 4 631 habitants.

## Géographie
Cette zone est située sur la fosse de Magliana.

## Histoire
La Banda della Magliana, un gang de criminels dont la période d'activité coïncide avec les années de plomb, était issue de ce quartier de Rome.

## Lieux particuliers
- Chapelle San Giovanni Battista à l'intérieur de la Villa Pontificia alla Magliana.